# Москва-Пассажирская-Ярославская
Москва-Пассажирская-Ярославская — железнодорожная станция Московской железной дороги в Москве. Входит в Московско-Курский центр организации работы железнодорожных станций ДЦС-1 Московской дирекции управления движением. По основному характеру работы является пассажирской, по объёму работы внеклассной. Является начальным пунктом Ярославского направления Московской ЖД, как части Транссибирской магистрали. Является тупиковой (нетранзитной), но имеется съезд на Митьковскую соединительную ветвь.
Крупнейшая железнодорожная станция пригородного сообщения в Европе.
Рядом со станцией находится Ярославский вокзал, обслуживающий её пассажирский терминал, один из десяти вокзалов Москвы. В границах станции также частично (по III, IV путям) находится остановочный пункт Москва III.

## Инфраструктура
Станция имеет 95 железнодорожных путей, из них 28 приёмоотправочных, развёрнутой длиной 57 км. Имеются 219 стрелочных переводов, в их числе 35 ручных, вагонное и локомотивное депо, четыре парка. В границы станции Москва-Пасс.-Ярославская входит парк Москва III севернее по ходу, бывшая самостоятельная станция. В парке Москва-3 производят 15-минутную остановку для смены локомотивных бригад широтные пассажирские поезда формирования Северной и Горьковской железных дорог, курсирующие с севера на юг России. В этом же парке формируются три пары почтово-багажных поездов и семь пар собственного формирования станции Москва-Пассажирская-Ярославская. В 2015—2017 годах на станции происходила реконструкция с общим объёмом капиталовложений около 30 млрд рублей, предусматривающая расширение и увеличение ёмкости станции, модернизацию платформ и путепроводов, прокладку 5 главного пути.
Непосредственно у здания вокзала, с северной стороны находятся 11 высоких пассажирских платформ, у которых находятся 16 тупиковых путей. Проход к путям для электропоездов (западная часть) оборудован турникетами. Восточная часть для поездов дальнего следования. Главный ход Ярославского направления далее на север до станции Мытищи является пятипутным. При отходе от станции восточные два пути III и IV специализированы для скоростного движения, движение двустороннее, автоблокировка работает в обе стороны. Далее, до Мытищ движение по III и IV путям также двустороннее, от Лосиноостровской до Мытищ проходят между I и II путями.
Следующим остановочным пунктом Ярославского направления является Москва III, частично также находящийся в границах станции: пути III, IV и островная платформа между ними находятся в парке Москва III. Пути I, II (островная платформа) на месте остановочного пункта уже являются перегоном к Лосиноостровской.
К парку Москва III, в сторону от вокзала примыкает Митьковская соединительная ветвь от Казанского/Рязанского направления МЖД, по которой следуют транзитные пассажирские поезда дальнего следования.
В июне 2018 года открыта новая островная платформа станции для 14 и 15 путей.

## Сообщение
В 2014 году станция обслужила по отправлению и прибытию 41,3 млн пригородных пассажиров, в дальнем сообщении 2,9 млн. Каждые две минуты здесь происходит отправление или прибытие поезда. В 2019 году всего ежесуточно здесь принимают и отправляют 237 пар пригородных электропоездов (максимально до 295) и 35 пар (максимально до 37) пассажирских, включая три международных фирменных поезда исключительно с купейными вагонами два в Китай и один в Монголию.
- Электровоз ЭП2К с поездом «Вятка» прибывает на станцию
- Электровоз ЧС7 с поездом в Новый Уренгой готов к отправлению. Март 2017 года
- Пригородный электропоезд ЭД4М

По состоянию на декабрь 2018 год вокзал отправляет и принимает следующие пассажирские поезда:
| Круглогодичное обращение поездов | Круглогодичное обращение поездов | Круглогодичное обращение поездов | Круглогодичное обращение поездов |
| № поезда                         | Маршрут движения                 | № поезда                         | Маршрут движения                 |
| -------------------------------- | -------------------------------- | -------------------------------- | -------------------------------- |
| 1 «Россия»                       | Владивосток — Москва             | 2 «Россия»                       | Москва — Владивосток             |
| 3                                | Пекин — Москва                   | 4                                | Москва — Пекин                   |
| 5                                | Улан-Батор — Москва              | 6                                | Москва — Улан-Батор              |
| 7 «Кама»                         | Пермь — Москва                   | 8 «Кама»                         | Москва — Пермь                   |
| 11 «Ямал»                        | Новый Уренгой — Москва           | 12 «Ямал»                        | Москва — Новый Уренгой           |
| 15                               | Архангельск — Москва             | 16                               | Москва — Архангельск             |
| 19                               | Пекин — Москва                   | 20                               | Москва — Пекин                   |
| 21 «Полярная стрела»             | Лабытнанги — Москва              | 22 «Полярная стрела»             | Москва — Лабытнанги              |
| 31 «Вятка»                       | Киров — Москва                   | 32 «Вятка»                       | Москва — Киров                   |
| 33 «Сыктывкар»                   | Сыктывкар — Москва               | 34 «Сыктывкар»                   | Москва — Сыктывкар               |
| 35 «Нижегородец»                 | Нижний Новгород — Москва         | 36 «Нижегородец»                 | Москва — Нижний Новгород         |
| 37 «Томич»                       | Томск — Москва                   | 38 «Томич»                       | Москва — Томск                   |
| 41 «Воркута»                     | Воркута — Москва                 | 42 «Воркута»                     | Москва — Воркута                 |
| 55 «Енисей»                      | Красноярск — Москва              | 56 «Енисей»                      | Москва — Красноярск              |
| 67                               | Абакан — Москва                  | 68                               | Москва — Абакан                  |
| 69                               | Чита — Москва                    | 70                               | Москва — Чита                    |
| 83 «Северный Урал»               | Приобье — Москва                 | 84 «Северный Урал»               | Москва — Приобье                 |
| 91                               | Северобайкальск — Москва         | 92                               | Москва — Северобайкальск         |
| 99                               | Владивосток — Москва             | 100                              | Москва — Владивосток             |
| 101                              | Ярославль — Москва               | 102                              | Москва — Ярославль               |
| 103                              | Ярославль — Москва               | 104                              | Москва — Ярославль               |
| 105                              | Ярославль — Москва               | 106                              | Москва — Ярославль               |
| 107                              | Вологда — Москва                 | 108                              | Москва — Вологда                 |
| 109                              | Новый Уренгой — Москва           | 110                              | Москва — Новый Уренгой           |
| 115                              | Северодвинск — Москва            | 234                              | Москва — Северодвинск            |
| 117                              | Архангельск — Москва             | 118                              | Москва — Архангельск             |
| 125 «Шексна»                     | Череповец — Москва               | 126 «Шексна»                     | Москва — Череповец               |
| 147                              | Кострома — Москва                | 148                              | Москва — Кострома                |
| 375                              | Воркута — Москва                 | 376                              | Москва — Воркута                 |
| 661                              | Кинешма — Москва                 | 662                              | Москва — Кинешма                 |

| Сезонное обращение поездов | Сезонное обращение поездов | Сезонное обращение поездов | Сезонное обращение поездов |
| № поезда                   | Маршрут движения           | № поезда                   | Маршрут движения           |
| -------------------------- | -------------------------- | -------------------------- | -------------------------- |
| 209                        | Лабытнанги — Москва        | 210                        | Москва — Лабытнанги        |
| 233                        | Архангельск — Москва       | 234                        | Москва — Архангельск       |
| 673                        | Иваново — Москва           | 674                        | Москва — Иваново           |

## Персонал
Начальник станции с 2015 по 2018 годы Алексей Коровашков, с 2018 года он стал начальником ДЦС-1. Персонал в 2017 году: 97 железнодорожников, включая двух заместителей начальника и главного инженера; в оперативном подчинении станционной узловой рабочей группы около 1500 железнодорожников смежных служб и дирекций. Управление движением по станции происходит с пульта релейной централизации стрелок и сигналов, в смене 4 дежурных по станции.

## Грузовая работа
Два самых крупных клиента-грузоотправителя Москвы-пассажирской Ярославской: ПАО «Почта России» и ООО «Желдорэкспедиция», крупнейший в стране перевозчик груза и багажа. Всего со станции ежесуточно в среднем отправляется 50 почтово-багажных вагонов.

## Достижения
В 2014 и 2016 годах станция по результатам эксплуатационной деятельности признавалась победителем сетевого соревнования ОАО «РЖД».

## Наземный общественный транспорт
На этой станции можно пересесть на следующие маршруты городского пассажирского транспорта:
- Автобусы: м60, 40, 604, с633, н15
- Троллейбусы: Т
- Трамваи: 7, 13, 37, 50